# سوزي بليك
سوزي بليك (بالإنجليزية: Susie Blake)‏ هي ممثلة بريطانية، ولدت في 19 أبريل 1950 في هايغيت في المملكة المتحدة.

## وصلات خارجية
- سوزي بليك على موقع IMDb (الإنجليزية)
- سوزي بليك على موقع ميوزك برينز (الإنجليزية)
- سوزي بليك على موقع قاعدة بيانات الفيلم (الإنجليزية)